# Патинир, Иоахим
Иоахим Патини́р, Патени́р (нидерл. Patinir, Patinier, Patenier; около 1480, Динан, провинция Намюр, Валлония, Бельгия — 5 октября 1524, Антверпен, Бельгия) — фламандский живописец эпохи Северного Возрождения, один из основоположников европейской пейзажной живописи. Создатель «панорамного стиля» нидерландского пейзажа (Weltlandschaft).

## Биография
Иоахим Патинир родился в Динане, в окрестностях Намюра. О его жизни известно немного. В 1515 году Патинир вступил в Гильдию Святого Луки Антверпена. Возможно, вначале он учился в Брюгге у Герарда Давида, который зарегистрировался в качестве члена Гильдии Антверпена в том же году, что и Патинир.
Считается, что в 1511 году Патинир отправился в Геную с Герардом Давидом и Адрианом Изенбрантом. В 1521 году он познакомился с Альбрехтом Дюрером, который в это время путешествовал по Нидерландам. Очевидно, что Патинир был знаком с произведениями более ранних мастеров и поддерживал отношения со своими современниками, в том числе с Герардом Давидом, Иеронимом Босхом.
Патинир женился на Франциске Бейст, дочери художника Эдварда Бейста из Дендермонда. После смерти первой жены он 5 мая 1521 года женился на Йоханне Нойц. Друг Патинира Альбрехт Дюрер присутствовал на его второй свадьбе и написал его портрет. Дюрер называл Патинира «хорошим живописцем ландшафтов» (der gute Landschaftsmaler), создав тем самым новое слово для обозначения пейзажного жанра живописи. Патинир был другом не только Дюрера, но и ведущего антверпенского живописца Квентина Массейса, с которым он часто сотрудничал. Так в «Распятии» Массейса (1520) пейзажный фон написан Патиниром.
У Иоахима Патинира было три дочери: две от первого брака и одна от второго. Он управлял большой мастерской с помощниками в Антверпене, но неизвестно, регистрировал ли он учеников в Гильдии Святого Луки. Он жил и работал в Антверпене до конца своей жизни. Художник скончался в Антверпене 5 октября 1524 года. Квентин Массейс стал опекуном его дочерей.

## Творчество
Картин, подписанных Патиниром, всего пять, но ему или его мастерской с разной степенью вероятности приписывают множество других работ. Достоверные имеют подпись: «(Opus) Joachim D (Dionantensis)». На выставке 2007 года в Музее Прадо в Мадриде была представлена 21 картина, указанные как произведения Патинира или его мастерской, а также каталогизированы ещё восемь, которые не могли быть представлены на выставке.
В искусстве Фландрии, как и Голландии, пейзажу уделялось достойное внимание, например в творчестве Яна ван Эйка, Петруса Кристуса, Дирк Баутс или Хуго ван дер Гуса, однако именно Патинир считается первым нидерландским пейзажистом, который культивировал пейзаж не в качестве фона иных композиций, а в качестве отдельного предмета изображения (жанра). Во многих случаях Патинир даже специально оставлял работу над фигурами другим мастерам, как это было в «Пейзаже с искушением святого Антония», (Прадо, Мадрид).

 Картины Патинира проникнуты ощущениями пантеизма, свойственного эпохе Северного Возрождения. Именно Патинир впервые ввёл приём построения глубины изобразительного пространства чередованием трёх основных планов, или «цветовых слоёв», основанных на контрасте тёплых и холодных тонов: первого тёмно-коричневого, второго зеленоватого, и третьего, самого дальнего, светло-голубого. Этот приём стал традицией и отличительным признаком старой школы нидерландских пейзажистов. Не менее выразительно этот приём применял последователь Патинира нидерландский живописец Херри мет де Блес
В живописи Патинира повествовательные элементы, традиционно характерные для первого плана картины, оформляют и фон, благодаря этому внимание к природе и далёким горизонтам приобретает новое значение. А новаторское отображение атмосферных эффектов в цветовом спектре от чистейшей лазури до ослепительного белого сияния горизонта свидетельствует об особом интересе художника к особенностям воздушной перспективы.
Многие картины Патинира, как и у Босха, были рассчитаны на определённый тип образованного, эрудированного заказчика и заключали в себе гуманистические идеи, как, например, картина «Переправа через Стикс» (1520—1524). Такие произведения выходили за рамки общепринятых религиозных или социальных ценностей, и их приобретали коллекционеры с новыми вкусами, например, Лукас Рем — негоциант-космополит, связанный с банкирским домом Фуггеров. Спрос на такие произведения можно было найти в Антверпене — одном из крупнейших центров культуры и искусства Северной Европы. Так, например, король Испании Филипп II старался приобрести все картины Патинира, какие только мог, в том числе входившие в коллекцию Фелипе де Гевары (позднее коллекция была рассеяна), и те, которые ныне представлены в музее Прадо в Мадриде. Фелипе де Гевара, испанский гуманист XVI века и знаток фламандской живописи, в своих «Комментариях о живописи» (ок. 1560) сравнивал Иоахима Патинира с Яном ван Эйком и Рогиром ван дер Вейденом.

## Галерея

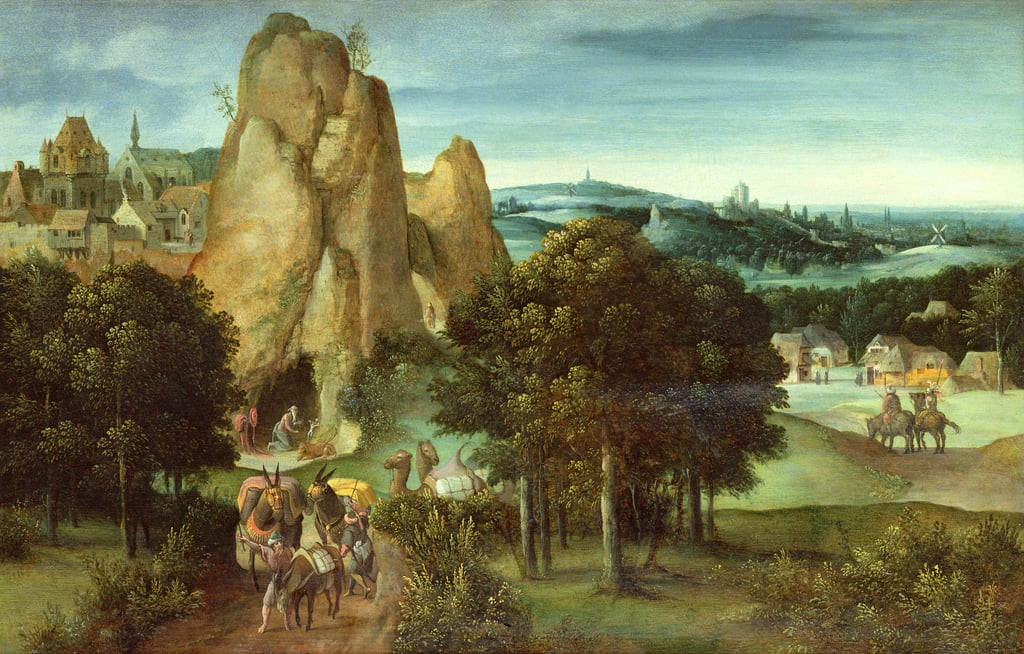
Скалистый пейзаж с погонщиками мулов и верблюдами, на дальнем плане кающийся святой Иероним. Между 1500 и 1549. Дерево, масло. Частное собрание
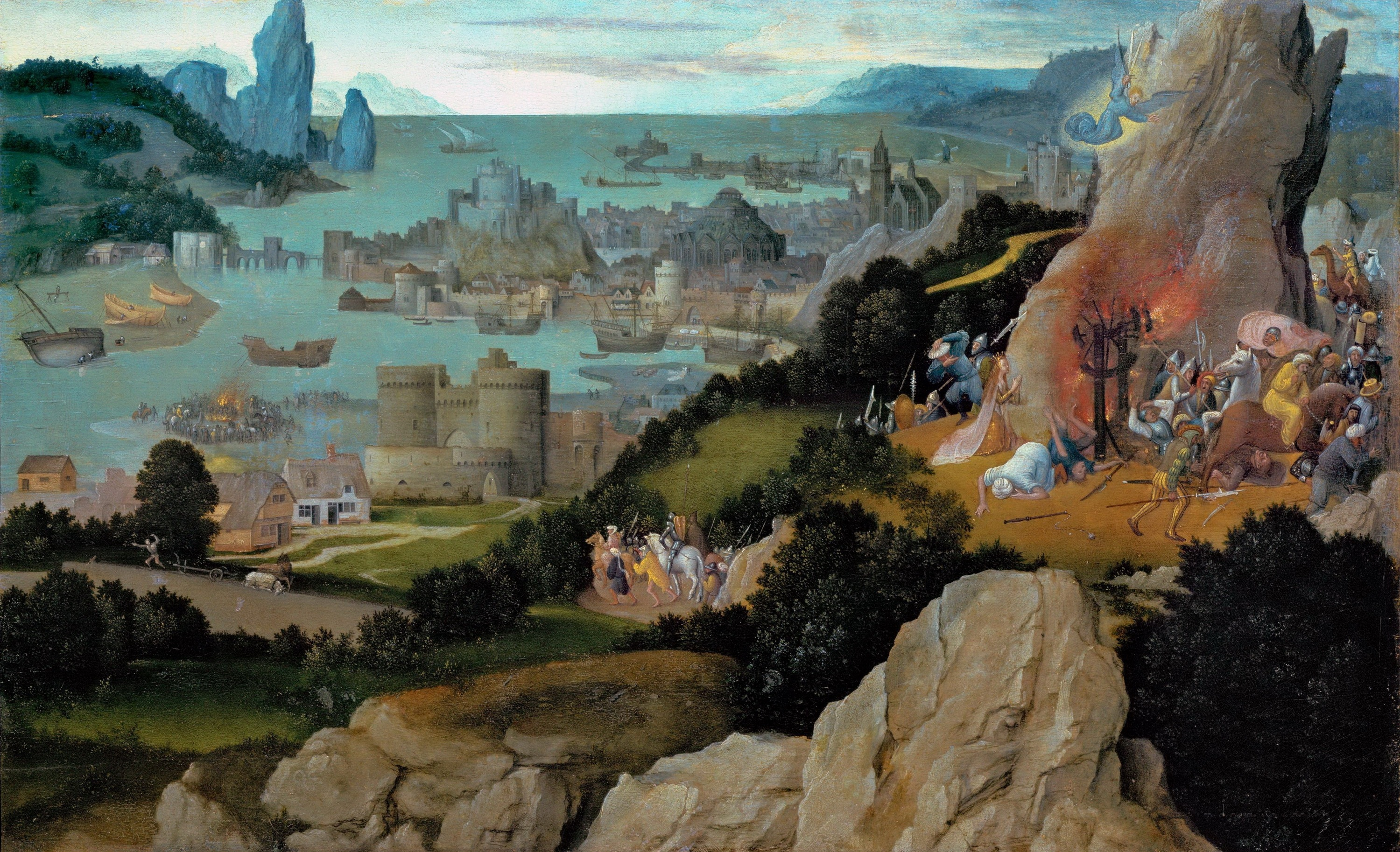
Мученичество Святой Екатерины. До 1515. Дерево, масло. Музей истории искусств, Вена
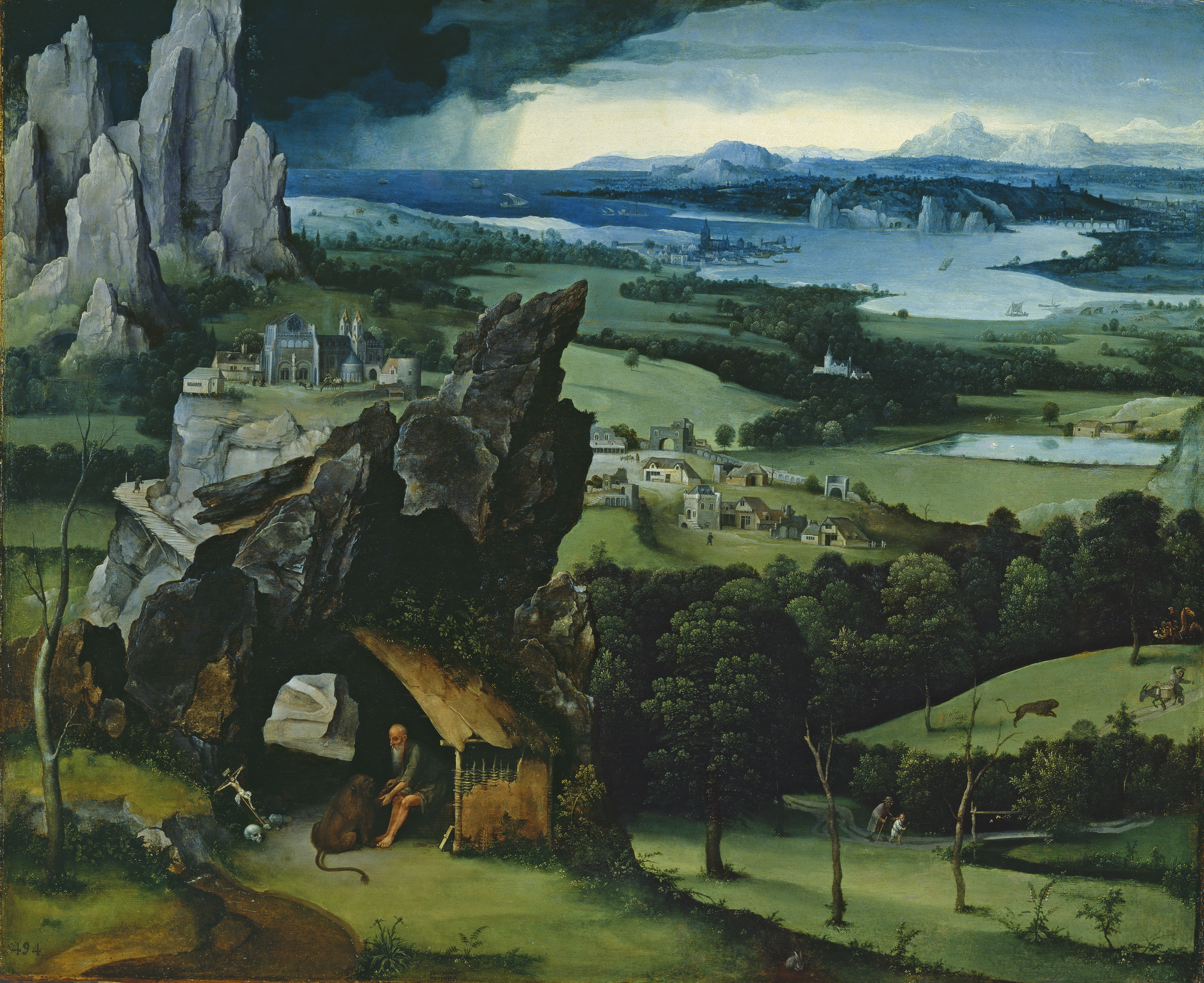
Пейзаж со святым Иеронимом. 1516—1517. Дерево, масло. Прадо, Мадрид
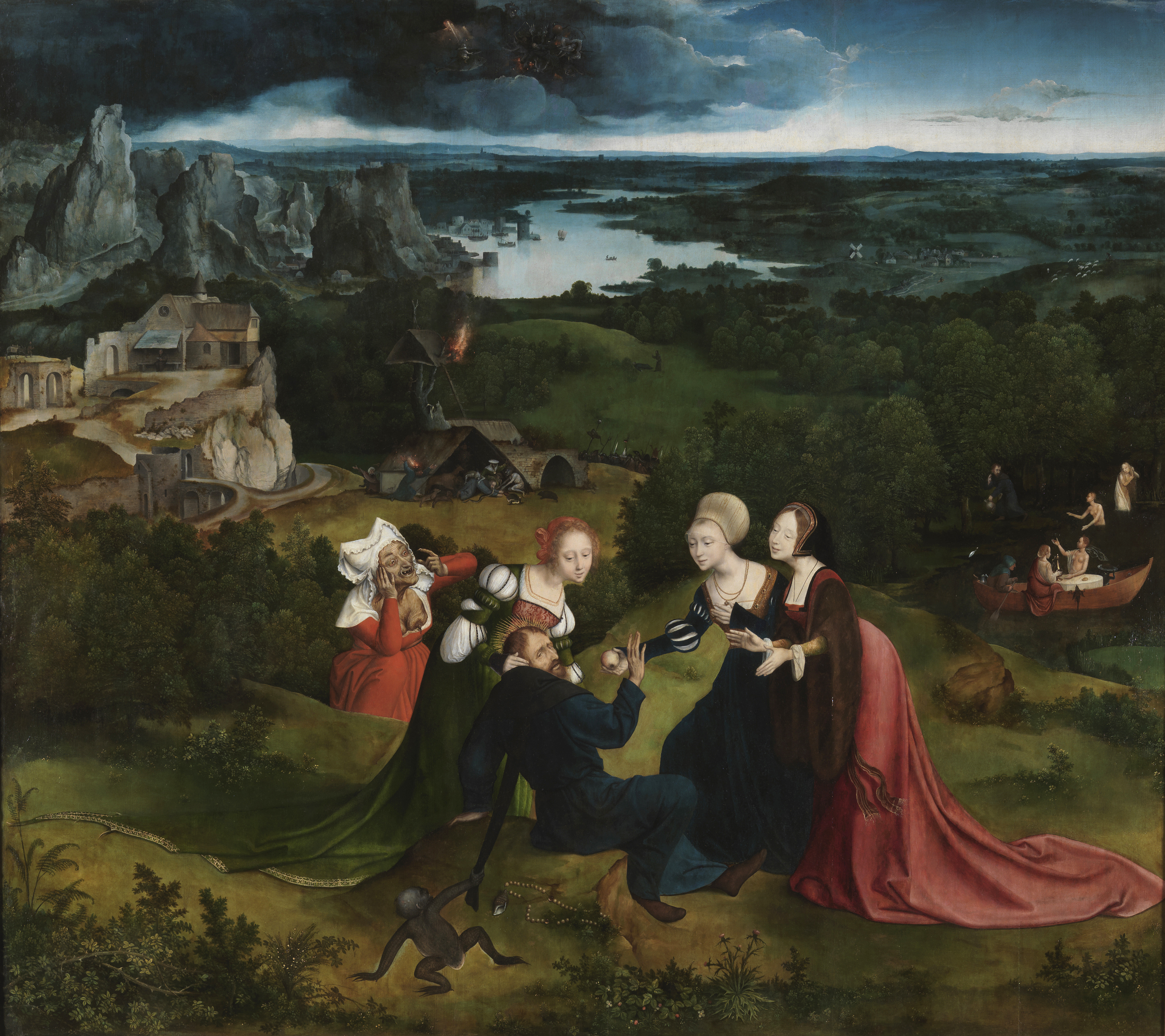
Пейзаж с искушением Святого Антония (фигуры написаны К. Массейсом. Между 1520 и 1524. Дерево, масло. Прадо, Мадрид
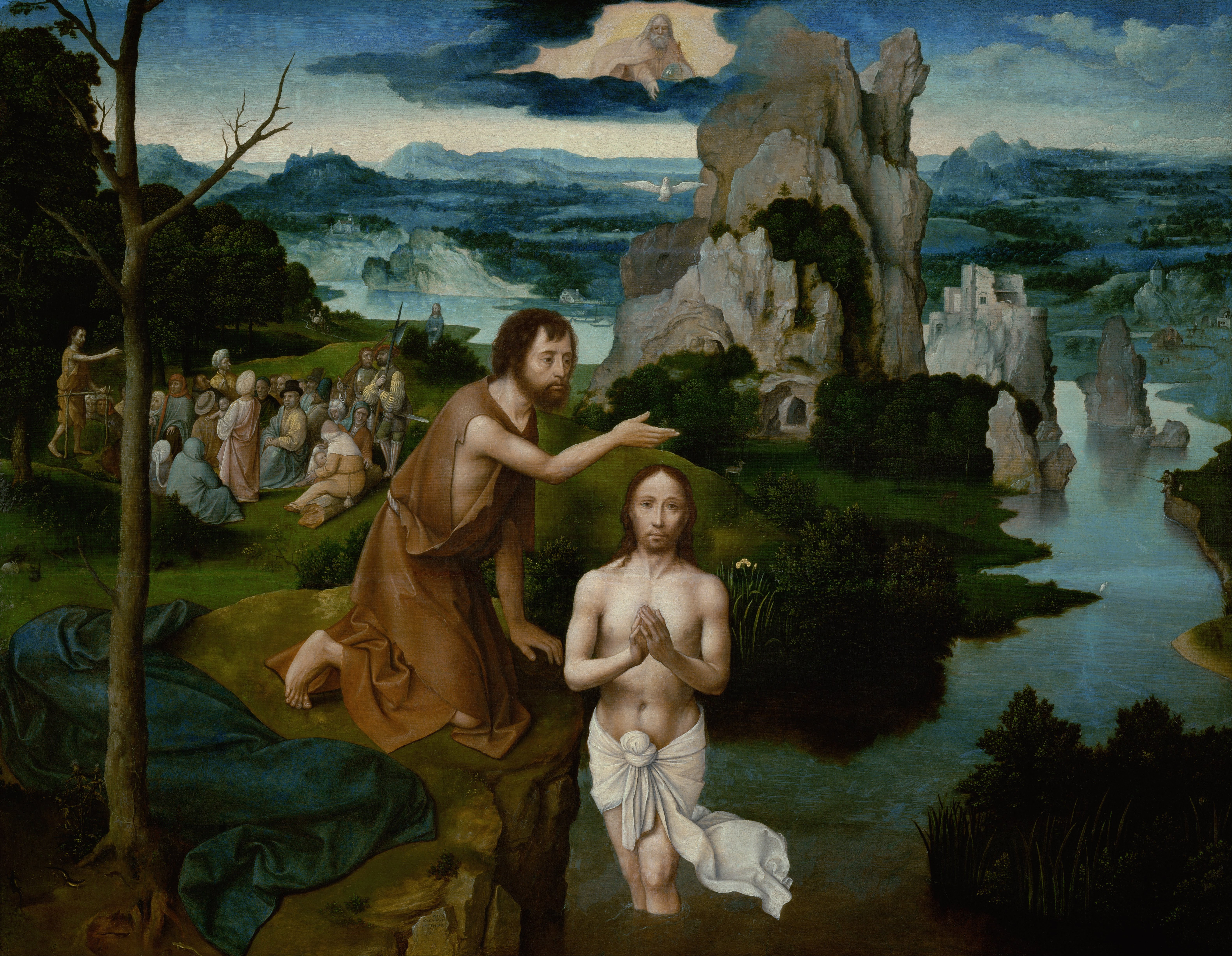
Крещение Христа. 1521—1524. Дерево, масло. Музей истории искусств, Вена
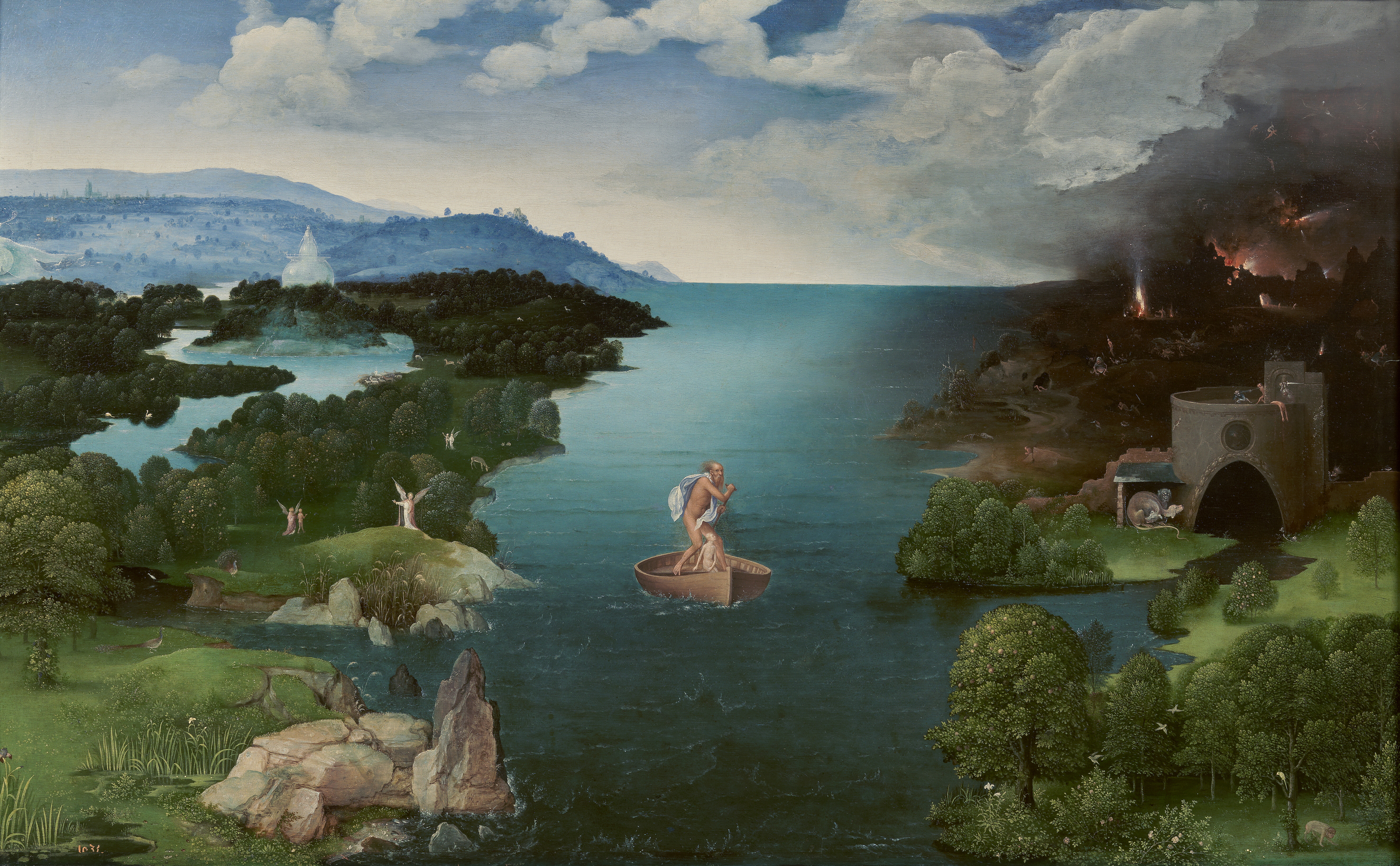
Переправа через Стикс. Между 1520 и 1524. Дерево, масло. Прадо, Мадрид
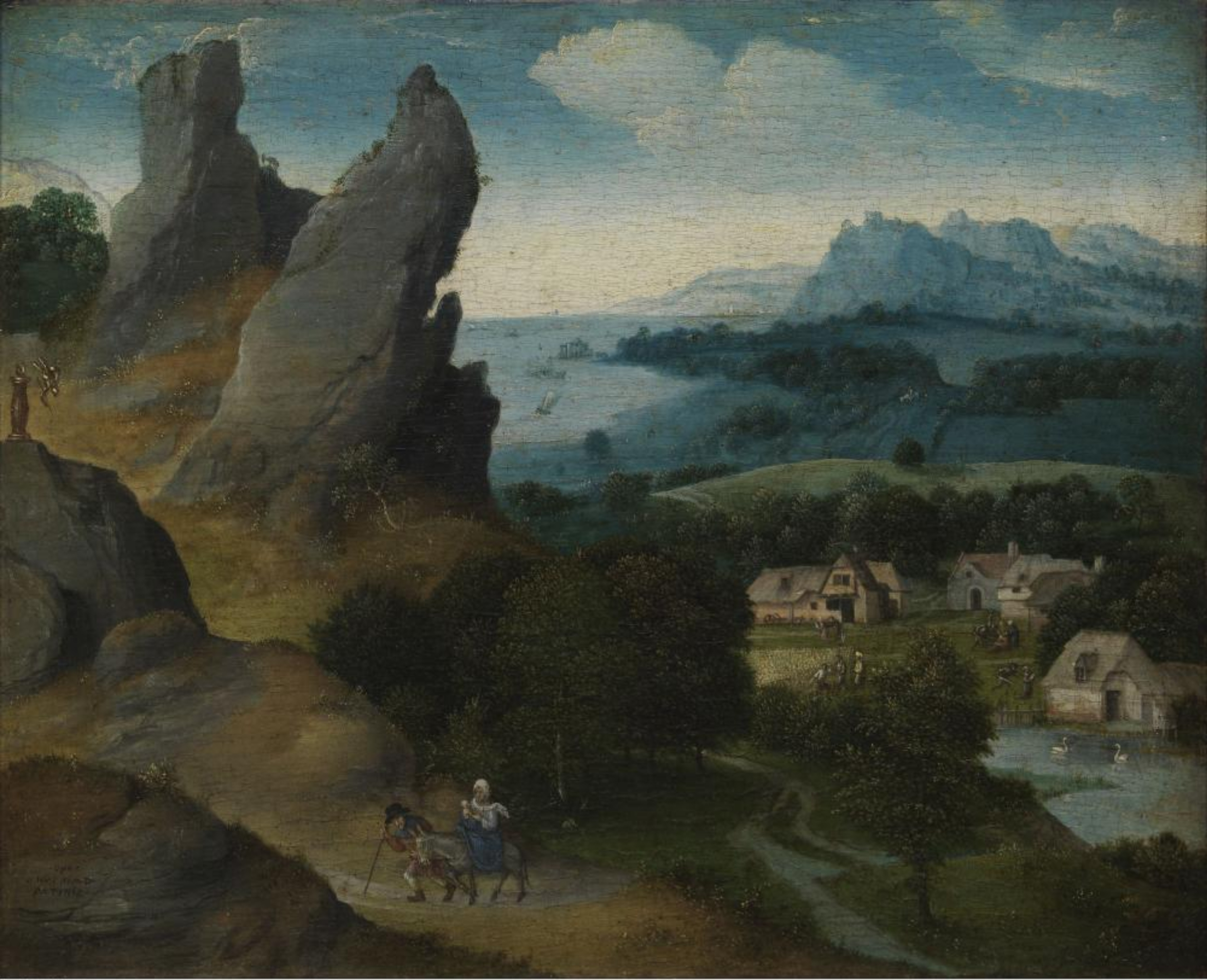
Бегство в Египет. Между 1515 и 1524. Дерево, масло. Королевский музей изящных искусств, Антверпен
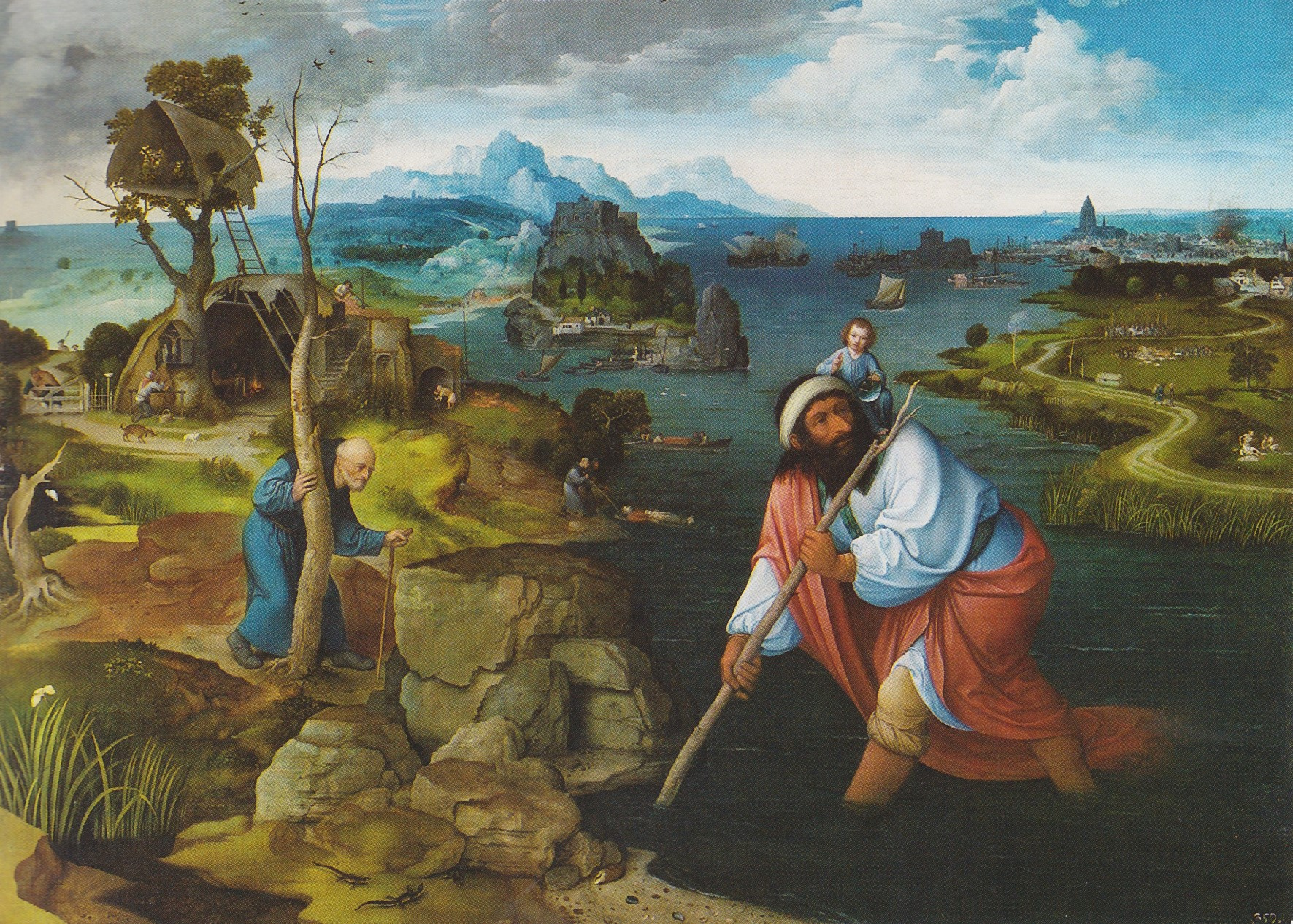
Святой Христофор. Между 1520 и 1524. Дерево, масло. Эскориал, Мадрид